# Камандукая
Камандукая (порт. Camanducaia) — муниципалитет в Бразилии, входит в штат Минас-Жерайс. Составная часть мезорегиона Юг и юго-запад штата Минас-Жерайс. Входит в экономико-статистический микрорегион Позу-Алегри. Население составляет 23 205 человек на 2006 год. Занимает площадь 527,572 км². Плотность населения — 44,0 чел./км².

## История
Город основан 20 июля 1868 года.

## Статистика
- Валовой внутренний продукт на 2003 год составляет 107 289 281,00 реал (данные: Бразильский институт географии и статистики).
- Валовой внутренний продукт на душу населения на 2003 год составляет 4880,78 реала (данные: Бразильский институт географии и статистики).
- Индекс развития человеческого потенциала на 2000 год составляет 0,775 (данные: Программа развития ООН).

## География
Климат местности: горный тропический.